# Deni Pavlović
Deni Pavlović (in serbo Дени Павловић?; Belgrado, 1º settembre 1993) è un calciatore serbo, difensore del KÍ Klaksvík.

## Carriera
Ha giocato nella prima divisione dei campionati serbo, montenegrino e faroese.
Nella stagione 2023-2024 ha segnato un gol in 6 presenze nella fase a gironi della Conference League.

## Palmarès

### Club

#### Competizioni nazionali
- Campionato faroese: 3

KÍ Klaksvík: 2019, 2021, 2022
- Supercoppa delle Fær Øer: 3

KÍ Klaksvík: 2020, 2022, 2023